# Cal Pau (Argentera)
Cal Pau és una casa amb elements renaixentistes i barrocs de Vilanova de Meià (Noguera) inclosa a l'Inventari del Patrimoni Arquitectònic de Catalunya.

## Descripció
La casa pairal és un edifici aïllat en el nucli dispers d'Argentera, agregat de Vilanova de Meià. Es tracta d'una casa de planta quadrangular, amb planta baixa, primer pis i golfes, amb diverses edificacions properes com un corral i un cobert.

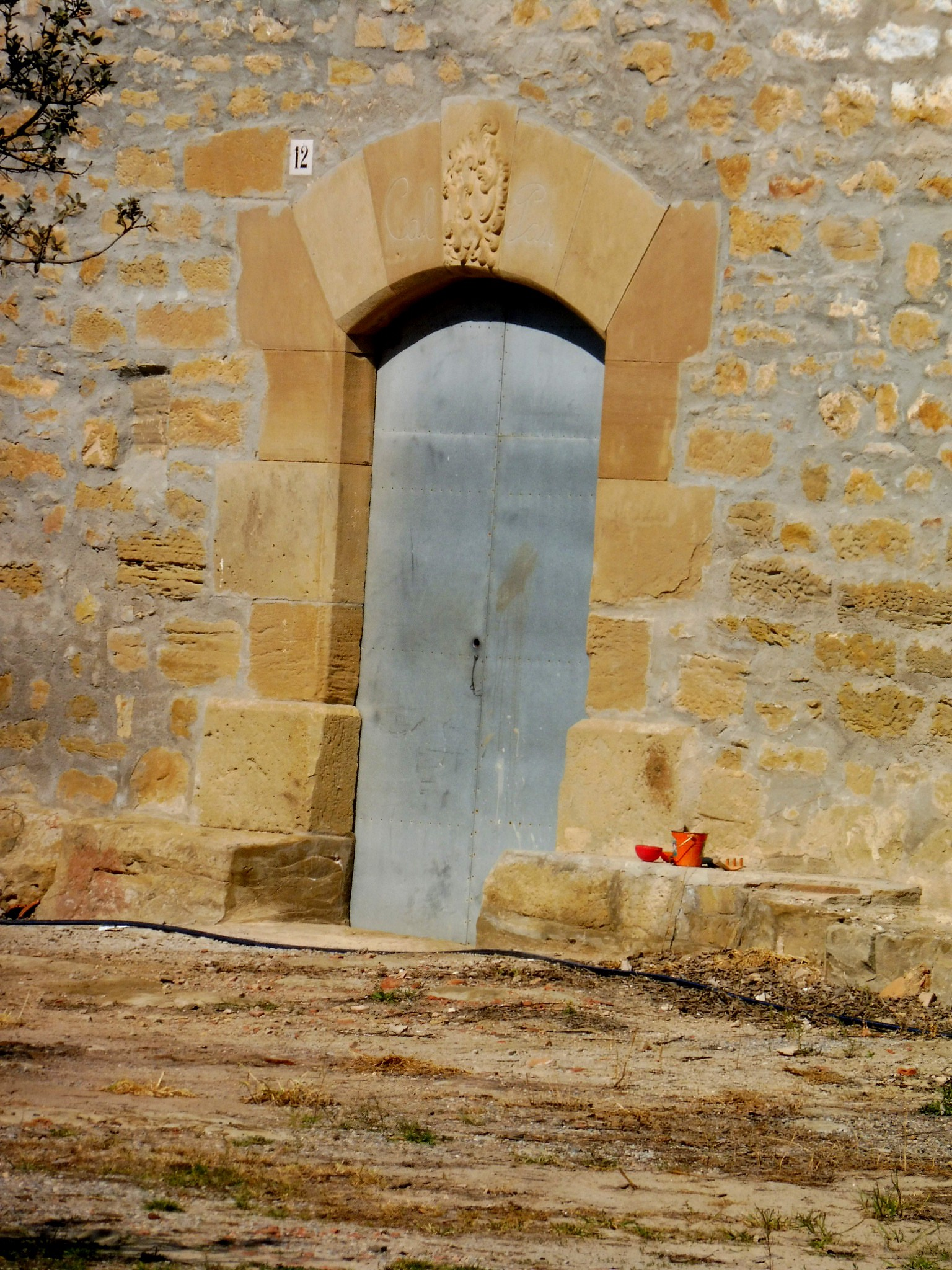
La portada

L'edifici, de probable origen medieval, compta amb notables refaccions, afegitons i reformes al llarg del temps. S'observen, però, alguns elements que són una mostra d'aquesta dilatada evolució arquitectònica. La porta, adovellada amb arc de mig punt, compta amb la inscripció "1723" a la clau, així com el nom "Can Pau". Per altra banda i probablement com a elements més antics, s'observen a la façana com a mínim dues finestres tapiades,amb marc de blocs escairats regulars. En algun dels casos estan substituïdes per noves finestres modernes i/o subactuals.
Els paraments de la zona propera a la porta estan compostos per carreus regulars ben ordenats, mentre que la resta de paraments són més heterogenis i tenen una disposició desordenada. Alguns trams de paret es troben arrebossats. La teulada, a dues vessants, està coberta per teula.

## Història
No hi ha dades històriques relacionades amb la casa pairal de Can Pau, no obstant a la clau de dovella hi ha la data "1723".